# Le Lancement du filet
Le Lancement du filet, ou Lanceurs de filet, est une peinture à l'huile sur toile de 201 × 301 cm réalisée par Suzanne Valadon en 1914. Elle est conservée au musée des Beaux-Arts de Nancy.  

## Historique
L’œuvre est dévoilée à partir du 1er mars 1914 jusqu'au 30 avril de la même année au Salon des indépendants. Son fils, Maurice Utrillo, y expose trois paysages, et son amant, André Utter expose plusieurs œuvres lui-aussi. Lors de cette exposition, la toile ne passe pas inaperçue par son ampleur et elle subit quelques critiques. En effet, Arthur Cravan écrit une critique violente et misogyne à son sujet : « [elle] connaît bien les petites recettes, mais simplifier, ce n'est pas faire simple, vieille salope ! ». Il est condamné pour diffamation et ajoute plus loin dans la revue « Contrairement à mon affirmation, Mme Suzanne Valadon est une vertu. »
L’œuvre est acquise par Madame Vigneron qui la tenait de l'artiste.
Elle est acquise par le musée national d'Art moderne à Paris en 1937 avant d'être déposée au musée des Beaux-Arts de Nancy en 1998 pour une durée initiale de cinq ans.

## Description
Valadon se passionne pour le jeune peintre André Utter, un ami de son fils de 25 ans son cadet, qui devient son amant. Ils se marient la même année que la réalisation du tableau. C'est cet homme qui est représenté sur la toile. 
Nous pouvons observer trois poses différentes du corps nu du modèle. Il reproduit le même geste à chacune de ses poses. Il représente la jeunesse et nous percevons la force du modèle. Nous le comprenons grâce à la force employée pour porter le filet. Le filet sert de prétexte à la mise en scène d'un corps tendu à l'effort.   
Sur les deux premières poses, il s'appuie sur sa jambe gauche.  
Le modèle a un corps athlétique, ce qui renforce d'autant plus la veine érotique de la composition.  
C'est une composition classique sur un thème académique. Elle présente une construction géométrique. Cette étude de mouvement peut rappeler La Danse I de 1910 réalisée par Henri Matisse conservée au musée de l'Ermitage de Saint-Pétersbourg. De plus, la montagne rose et le lac bleu, dont elle s'inspire à la suite d'un séjour en Corse, rappellent les tons de Paul Cézanne.   
L'artiste utilise le cerne délimitant ainsi la silhouette du modèle dans l'espace. C'est une technique où l'artiste trace un long trait noir qui permet de créer du volume. Cette pratique est utilisée avant elle par Ingres, Degas ou encore Toulouse-Lautrec. Les couleurs sont chaudes et sensuelles. 
L’œuvre est signée et datée en bas à gauche. 
C'est la dernière œuvre de Valadon consacrée au nu masculin. Par la suite, elle s'intéresse davantage aux nus féminins et d'enfants. 
Suzanne Valadon est perçue comme le symbole de la femme libérée, active, dépeignant un homme comme objet du désir. En plus de cela, elle rompt avec les conventions bourgeoises de l'époque, épouse un homme plus jeune, aborde les nus masculin et féminin.

## Expositions
- Du 1er mars au 30 avril 1914 : Salon des indépendants, Paris.
- Du 26 décembre 1920 au 25 janvier 1921) : Genève, Exposition internationale d'Art moderne.
- 1926 : Paris, Rétrospective des Indépendants.
- 1932 : Paris, galerie Georges Petit.
- 1935 : Paris, Les Femmes artistes modernes.
- 1937 : Berlin, Exposition d'art français.
- 1948 : Paris, musée national d'Art moderne.
- Du 10 février au 16 juin 2002 : exposition au palais Grassi, Venise.